# Konzert für Klarinette, Viola und Orchester (Bruch)
Das Konzert für Klarinette, Viola und Orchester in e-Moll op. 88 von Max Bruch, auch Doppelkonzert genannt, ist das einzige gemeinsame Konzert für diese beiden Soloinstrumente. Es handelt sich um ein Spätwerk Bruchs aus dem Jahr 1911 und ein wichtiges Werk in seinem Repertoire. Es gibt auch eine Transkription des Werkes für Violine anstelle der Klarinette, von Bruch selbst gefertigt. Die Aufführungsdauer liegt bei 20 bis 22 Minuten.

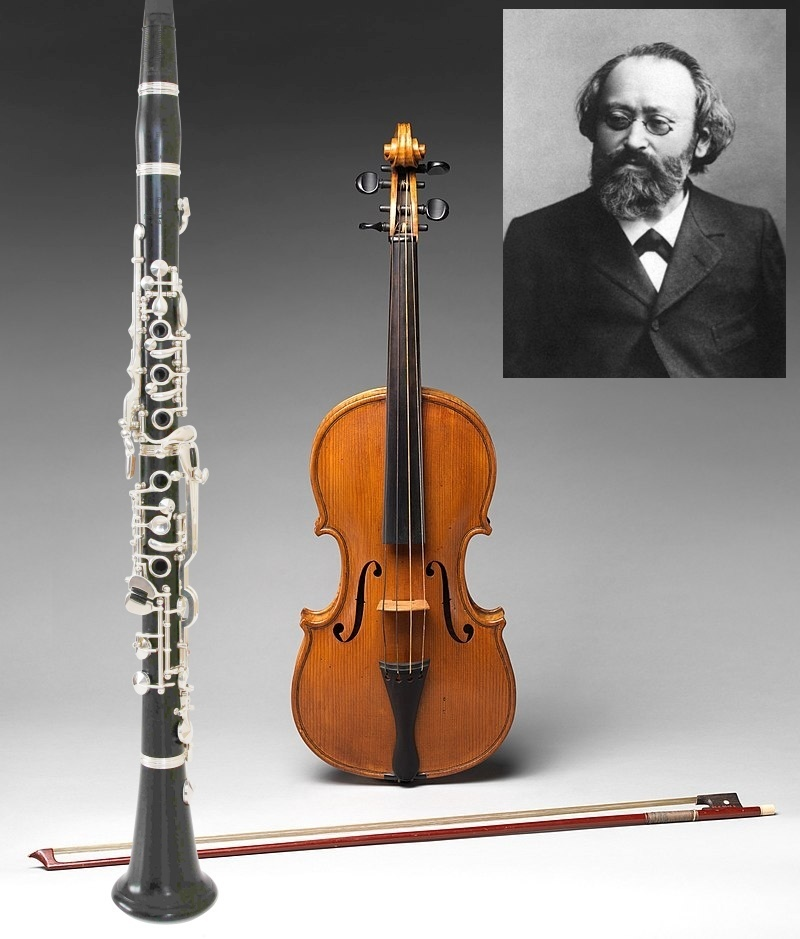
Klarinette, Bratsche; Max Bruch

## Geschichtliches
Bruch schrieb das Konzert im Alter von 73 Jahren für seinen Sohn Max Felix, der Klarinettist war. Es wurde am 5. März 1912 von Max Felix Bruch und Willy Hess als Solisten in Wilhelmshaven uraufgeführt.
Für Max Felix hatte Bruch 1910 auch die Acht Stücke für Klarinette, Bratsche und Klavier op. 83 geschrieben. Diese beiden Kompositionen sind wie auch die Romanze für Viola und Orchester F-Dur op. 85 aus 1912 deutliche Beispiele für Bruchs Stil, der sich seit seinem 40 Jahre zuvor geschriebenen 1. Violinkonzert nicht geändert hatte und nicht mehr zeitgemäß war.
Das Doppelkonzert steht in der Tradition des Konzerts für mehrere Soloinstrumente, die im Barock begründet wurde und in der Klassik und Romantik weitere Verwendung fand. Bruch komponierte es wie auch das 1915 entstandene Konzert für zwei Klaviere op. 88a immer noch in romantischem Stil, während seine Zeitgenossen bereits mit völlig neuen Tonsprachen experimentierten, mit Schönberg und Strawinsky als Bezugspunkten. Daher fand das Konzert nach der Erstaufführung keine große Anerkennung und wurde erst 1942, mehr als 20 Jahre nach dem Tod des Komponisten, veröffentlicht. Seit Ende der 1980er Jahre wurde es von Größen wie Yuri Bashmet an der Bratsche und Paul Meyer an der Klarinette aufgegriffen und allmählich einem breiteren Publikum bekannt. Inzwischen dürfte es als ein klanglich attraktives Werk angesehen werden, das es wert ist aufgeführt zu werden.

## Instrumentierung
Die Partitur sieht außer der Solo-Klarinette in A und der Solo-Bratsche vor: zwei Flöten, zwei Oboen, ein Englischhorn, zwei Klarinetten, zwei Fagotte, vier Hörner, zwei Trompeten, Pauken und die üblichen Streicher.

## Struktur
Das Konzert besteht aus drei Sätzen:
- Andante con moto
- Allegro Moderato
- Allegro Molto.

### 1. Satz
Der erste Satz steht in e-Moll und im 4/4-Takt. Er weist sich durch Sonatenform ohne Durchführung aus. Er beginnt mit einem Rezitativ der Solisten, in dem das melancholische erste Thema (basierend auf dem schwedischen Volkslied Ack Värmeland, du sköna) von Klarinette und Bratsche abwechselnd gespielt wird. Das zweite Thema steht in H-Dur und wird von den beiden Soloinstrumenten als Duett vorgetragen. Dieses Thema wurde 1918 in das Streichquintett Es-Dur übernommen.

### 2. Satz
Dieser Satz steht in G-Dur und im 3/4-Takt und weist die dreiteilige Form A – B – A auf. Er klingt nicht viel schneller als der erste, obwohl er sich „Allegro“ nennt, weil die Melodie von langen Noten getragen wird. Den ersten Teil spielen die Solisten gemeinsam in einer ruhigen Atmosphäre. Der Mittelteil steht in h-Moll und wird von Pizzicati der Streicher begleitet. Das Thema dieses Abschnitts ist dem ersten Satz der Suite Nr. 2 nach schwedischen Volksmelodien (1906, ursprünglich Nordland-Suite) entnommen. Der Hauptteil taucht wieder auf und der Satz endet mit einer Coda, die das Thema des Mittelteils aufgreift.

### 3. Satz
Der letzte Satz steht in E-Dur und im 2/4-Takt und ist als Sonatenhauptsatzform geschrieben. Trompetenfanfaren eröffnen den Satz und zeigen bereits die Veränderung des Charakters im Vergleich zu den anderen Sätzen. Die Solisten führen in überwiegend ternärem Rhythmus schnelle Bewegungen und virtuosere Passagen aus. Das aktivere erste Thema und das eher ruhige zweite Thema werden abwechselnd von den beiden Soloinstrumenten vorgetragen. Das erste Thema entfällt in der Reprise. Das insgesamt leichte und lockere Stück endet nach einer Unisono-Passage der Solisten ziemlich abrupt.

## Merkmale
Hinsichtlich seines verhaltenen Charakters wie auch der Ähnlichkeit des Pulses der drei Sätze weist das Werk Parallelen zu Mozarts Kegelstatt-Trio für Klarinette, Bratsche und Klavier auf. Andererseits
erinnert die introspektive Atmosphäre der ersten beiden Sätze an die Klarinettenwerke von Brahms in seinen späteren Jahren.
Der Komponist sucht nicht nach Kontrasten zwischen den beiden Soloinstrumenten, sondern nach Gemeinsamkeiten zwischen ihnen, so dass er sie in der gleichen Lage, Phrasierung und Dynamik bewegt.
In der Beziehung zwischen Klarinette und Bratsche lassen sich drei Modelle feststellen:
- Ein Solist stellt ein Thema vor und der andere wiederholt es genau so, aber in transponierter Form, entweder allein oder indem der erste den zweiten begleitet, ineinandergreifend, so dass ein mehrstimmiges Modell entsteht.
- Die beiden Solisten befinden sich im gleichen Muster, aber in einem gewissen Abstand zum Orchester (homophones Modell).
- Die beiden Solisten spielen unisono (monodisches Modell).

Das Konzert wird von Satz zu Satz schneller und das Orchester größer.

## Diskographie
- Bruch, Konzert für Klarinette, Bratsche und Orchester; Rumänische Melodie & Scherzo für Klarinette, Viola & Streichorchester; Romanze für Viola & Orchester op. 85; Weber: Concertino für Klarinette & Orchester op. 26; Andante & Rondo ongarese für Viola & Orchester op. 35. Dimitri Ashkenazy, Anton Kholodenko, Royal Baltic Festival Orchestra, Mats Liljefors. plaladino music 2017
- Bruch: Konzert für Klarinette, Bratsche und Orchester; Acht Stücke für Klarinette, Bratsche und Klavier; Schumann: Märchenerzählungen / Tomasso Placidi (Dir.), Steven Kanoff, Paul Coletti, Radiophilharmonie Hannover / 2005 / Asv Living Era
- Bruch: Werke für Klarinette und Bratsche; Konzert für Klarinette, Bratsche und Orchester in e-Moll; Acht Stücke für Klarinette, Bratsche und Klavier; Romanze für Bratsche und Orchester in F-Dur / Paul Meyer, Gérard Caussé, François-René Duchâble (Klavier), Kent Nagano (Dir.) / 1988–1989 / Apex
- In the Borderland of Romanticism / Mats Liljefors (Dir.), Dimitri Ashkenazy, Anton Kholodenko, The Baltic Symphony Orchestra / 1996 / Artemis
- The Clarinet in Concert / Alun Francis (Dir.), Thea King, Nobuko Imai, London Symphony Orchestra / 1997 / Hyperion